# Bell's Hill
Bell's Hill är en kulle i Storbritannien.   Den ligger i kommunen Midlothian och riksdelen Skottland, i den centrala delen av landet, 500 km norr om huvudstaden London. Toppen på Bell's Hill är 406 meter över havet, eller 55 meter över den omgivande terrängen. Bredden vid basen är 0,86 km.
Terrängen runt Bell's Hill är kuperad västerut, men österut är den platt.Runt Bell's Hill är det tätbefolkat, med 286 invånare per kvadratkilometer. Närmaste större samhälle är Edinburgh, 10,6 km norr om Bell's Hill. Trakten runt Bell's Hill består i huvudsak av gräsmarker.